# کمیته موقت
کمیته موقت (انگلیسی: Interim Committee)، یک گروه مخفی در سطح بالا بود که در می ۱۹۴۵ توسط وزیر جنگ ایالات متحده آمریکا، هنری استیمسون به اصرار رهبران پروژه منهتن و با تأیید رئیس‌جمهور ایالات متحده آمریکا هنری استیمسون مربوط به انرژی هسته‌ای. کمیته موقت متشکل از شخصیت‌های برجسته سیاسی، علمی و صنعتی، وظایف گسترده‌ای داشت که شامل مشاوره به رئیس‌جمهور در مورد کنترل‌های زمان جنگ و انتشار اطلاعات و ارائه توصیه‌هایی در مورد کنترل‌ها و سیاست‌های مربوط به انرژی هسته‌ای پس از جنگ، از جمله قانون‌گذاری بود. اولین وظیفه آن مشاوره در مورد نحوه استفاده از سلاح‌های هسته ای (جنگ‌افزار هسته‌ای) علیه ژاپن بود. بعداً در مورد قوانینی برای کنترل و تنظیم انرژی هسته ای توصیه کرد. نام آن «موقعی» بود و انتظار داشت یک بدنه دائمی که بعداً پس از جنگ جایگزین آن شود، جایی که توسعه فناوری هسته‌ای کاملاً تحت کنترل غیرنظامیان قرار می‌گرفت. کمیسیون انرژی اتمی ایالات متحده آمریکا در سال ۱۹۴۶ برای انجام این وظیفه به تصویب رسید.

## ترکیب
خود استیمسون رئیس بود. سایر اعضا عبارت بودند از:  جیمز اف. بیرنز، سناتور سابق ایالات متحده و به زودی  وزیر امور خارجه ایالات متحده آمریکا به عنوان نماینده شخصی رئیس‌جمهور ترومن. Ralph A. Bard، معاون وزیر نیروی دریایی؛ ویلیام ال. کلیتون، دستیار وزیر امور خارجه؛ ونیوار بوش، مدیر دفتر تحقیقات و توسعه علمی و رئیس بنیاد کارنگی برای علوم؛ کارل تیلور کامپتون، رئیس دفتر خدمات میدانی در دفتر تحقیقات و توسعه علمی و رئیس مؤسسه فناوری ماساچوست؛ جیمز برایانت کونانت، رئیس کمیته تحقیقات دفاع ملی و رئیس دانشگاه هاروارد؛ و جرج ال. هریسون، دستیار استیمسون و رئیس شرکت بیمه عمر نیویورک. هریسون در غیاب استیمسون ریاست کمیته را بر عهده داشت، اما بیرنز، به عنوان نماینده شخصی رئیس‌جمهور، احتمالاً تأثیرگذارترین عضو آن بود.